# Software Products International
Software Products International (SPI) era una compañía especializada en el desarrollo de aplicaciones de escritorio que inició sus actividades en 1984. Tenía su sede en la ciudad californiana de San Diego (Estados Unidos). Su presidente, John Bowne, estableció en Europa una serie de compañías filiales que dependían accionarialmente de la de Alemania. Al declararse esta en bancarrota, en 1994, precipitó el cierre de la filial española, SPI Ibérica. A partir de entonces sería Sedyco, la empresa de consultoría externa contratada para proporcionar soporte a los usuarios existentes, la que proseguiría en España la distribución de las aplicaciones.
El buque insignia de su catálogo lo constituía el paquete integrado Open Access, verdadero predecesor, en entornos DOS, de las suites ofimáticas para Windows, como Microsoft Office, Lotus SmartSuite o Corel WordPerfect Office. Conoció su esplendor en la segunda mitad de los años 1980, en que llegó a competir con productos como dBase o Lotus 1-2-3. También lanzó una versión para Windows de su gestor de base de datos que bautizó WindowBase y un editor de páginas web llamado WorldDoc.
Ante la presión de otros desarrolladores que estaban logrando imponer sus productos como estándares de la industria, como Microsoft, WordPerfect, Ashton-Tate, Borland, Novell o la propia Lotus, SPI se fue retirando del negocio de las aplicaciones de gran consumo y, aunque siguió comercializando y mejorando sus versiones hasta 1994, en 1989 estableció una alianza estratégica con el Institute of Informatics Problems of the Russian Academy of Sciences (IPIRAN). La empresa fue bautizada como Intersoft Inc., que se orientó hacia el desarrollo de aplicaciones multimedia para el ámbito de las bellas artes.